# Saison 44 d'Alerte Cobra
Chronologie
Saison 43 Saison 45
Cet article présente le guide des épisodes la quarante-quatrième saison de la série télévisée Alerte Cobra.

## Distribution

### Acteurs principaux
- Erdoğan Atalay : Sami Gerçan
- Daniel Roesner : Paul Renner
- Katja Woywood : Kim Krüger
- Katrin Heß : Jennifer « Jenny » Dorn
- Niels Kurvin : Armand Freund
- Daniela Wutte : Susanne König

### Acteurs récurrents
- Lion Wasczyk (de) : Finn Bartels
- Kerstin Thielemann : Isolde Maria Schrankmann
- Carina Wiese : Andrea Gerçan
- Gizem Emre : Dana Gerçan Wegner

## Diffusion
En Allemagne, la saison a été diffusée du 13 septembre 2018 au 6 décembre 2018, sur RTL Television.
En France, la saison a été diffusée du 20 janvier 2020 au 28 janvier 2020 sur NRJ 12.

## Épisodes

### Épisode 1:Bons baisers de Budapest
- Allemagne : 13 septembre 2018 sur RTL Television
- France : 20 janvier 2020 sur NRJ 12

- Florence Kasumba : Katrin Morris (agent du FBI)
- ... : David Bartok (ex-copain de Jenny)
- Boris Aljinovic : Gabor (contact de Sami et Paul)
- Miguel Herz-Kestranek : (père de David)

Paul et Sami se rendent à Budapest pour aider leur ancienne collègue Jenny Dorn. Celle-ci est accusée d'avoir enlevé David Bartok, un milliardaire hongrois. 

### Épisode 2:Cas d'école
- Allemagne : 20 septembre 2018 sur RTL Television
- France : 21 janvier 2020 sur NRJ 12

- ... : Sonny Badu
- Özgür Karadeniz : Mehdi Tawil (Procureur)

### Épisode 3:Striptease
- Allemagne : 27 septembre 2018 sur RTL Television
- France : 21 janvier 2020 sur NRJ 12

- Valentin Schreyer : Marc Schmidt (ex-collègue et ami de Paul)
- Anna Shaffer : Anna-Maria Böch
- Robert Maaser : Robin (Un danseur)

### Épisode 4:Fracturation mortelle
- Allemagne : 4 octobre 2018 sur RTL Television
- France : 22 janvier 2020 sur NRJ 12

- Léa Wegmann : Sarah Klisch (Amie du chimiste)
- ... : Oli Nieder (Chimiste mort)

Alors que Sami et Paul circulent sur l'autoroute, un tremblement de terre provoque un énorme accident. Il n'y a apparemment que des dégâts matériels, jusqu'à ce que Sami et Paul découvrent le corps du chimiste Oli Nieder dans le coffre d'une voiture. 

### Épisode 5:Sami en cavale
- Allemagne : 11 octobre 2018 sur RTL Television
- France : 22 janvier 2020 sur NRJ 12

- Cornelius Engemann :
- Julius Dombrink : le grapheur

### Épisode 6:Ambiance explosive
- Allemagne : 18 octobre 2018 sur RTL Television
- France : 23 janvier 2020 sur NRJ 12

### Épisode 7:Un couple de choc
- Allemagne : 25 octobre 2018 sur RTL Television
- France : 23 janvier 2020 sur NRJ 12

### Épisode 8:Amnésie
- Allemagne : 1er novembre 2018 sur RTL Television
- France : 24 janvier 2020 sur NRJ 12

### Épisode 9:Le carnaval des femmes
- Allemagne : 8 novembre 2018 sur RTL Television
- France : 24 janvier 2020 sur NRJ 12

- Nina Vorbrodt
- Isabell Polak
- Julia Kelz

### Épisode 10:L'ange rouge
- Allemagne : 29 novembre 2018 sur RTL Television
- France : 27 janvier 2020 sur NRJ 12

### Épisode 11:Entre vie et mort
- Allemagne : 6 décembre 2018 sur RTL Television
- France : 28 janvier 2020 sur NRJ 12

Alors que Sami et Paul sont sur les traces d'une petite fille qui a été enlevée, Paul aperçoit un véhicule qui semble être celui du ravisseur. Une course poursuite commence, mais un peu plus tard, les deux policiers percutent une caravane sur l'autoroute et leur véhicule se retrouve sur l'autre voie et sur le toit. Plusieurs voitures les percutent, mais le pire reste à venir. Un camion qui n'a pas eu le temps de freiner percute de plein fouet la voiture du côté conducteur où est assis Sami. 